# Marchands d'illusions
Pour plus de détails, voir Fiche technique et Distribution.
Marchands d'illusions (The Hucksters) est un film américain réalisé par Jack Conway, sorti en 1947.

## Synopsis
De retour de quatre années de guerre, Victor, excellent publicitaire, pressent l'exaspération des auditeurs devant l'invasion des réclames radio. Il utilise des moyens peu intègres pour recruter l'humoriste au meilleur bagout, allant jusqu'au chantage. Afin d'illustrer une campagne savonnière, il fait la connaissance d'une belle veuve blonde qui refuse de porter des déshabillés « oumph ». À la suite d'un quiproquo, il part à Hollywood tourner des spots de pub et enregistrer des messages chantés par sa brune amie Jean. La blonde le rejoindra. Ils finiront heureux, mariés et fauchés.

## Fiche technique
- Titre original : The Hucksters
- Titre français : Marchands d'illusions
- Réalisation : Jack Conway, assisté de John Waters (non crédité)
- Scénario : Luther Davis d'après le roman The Hucksters de Frederic Wakeman
- Adaptation : Edward Chodorov (en) et George Wells
- Direction artistique : Cedric Gibbons et Urie McCleary
- Costumes : Irene
- Photographie : Harold Rosson
- Montage : Frank Sullivan
- Musique : Lennie Hayton
- Production : Arthur Hornblow Jr.
- Société de production : Metro-Goldwyn-Mayer
- Pays de production :  États-Unis
- Langue originale : anglais
- Format : noir et blanc – 35 mm – 1,37:1 – mono (Western Electric Sound System)
- Genre : comédie dramatique
- Durée : 115 minutes
- Dates de sortie : 
  - États-Unis : 27 août 1947
  - France : 18 juin 1948

## Distribution
- Clark Gable  (VF : Richard Francœur) : Victor Albee Norman
- Deborah Kerr  (VF : Claire Guibert) : Kay Dorrance
- Sydney Greenstreet : Evan Llewellyn Evans
- Ava Gardner : Jean Ogilvie
- Adolphe Menjou : M. Kimberly
- Gloria Holden : Mme Kimberly
- Keenan Wynn : Buddy Hare
- Edward Arnold : Dave Lash
- Aubrey Mather : M. Glass, Valet
- Richard Gaines  (VF : Pierre Morin) : Cooke
- Frank Albertson : Max Herman
- Douglas Fowley : Georgie Gaver
- Clinton Sundberg : Michael Michaelson
- Connie Gilchrist : Betty

Acteurs non crédités
- Kathryn Card : Miss Regina Kennedy
- Jimmy Conlin : le propriétaire de l'auberge Blake-Blue Penguin
- Mary Stuart : la modèle dans l'ascenseur
- Theodore von Eltz : voix à la radio
- Marie Windsor : une fille dans le train
- Chief Yowlachie : un indien

## Galerie

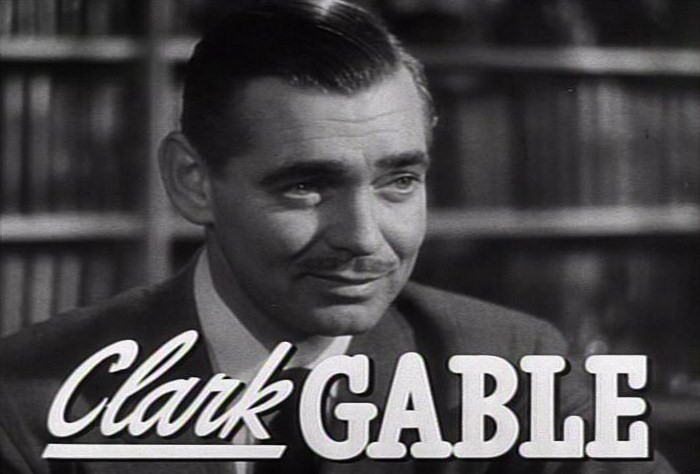
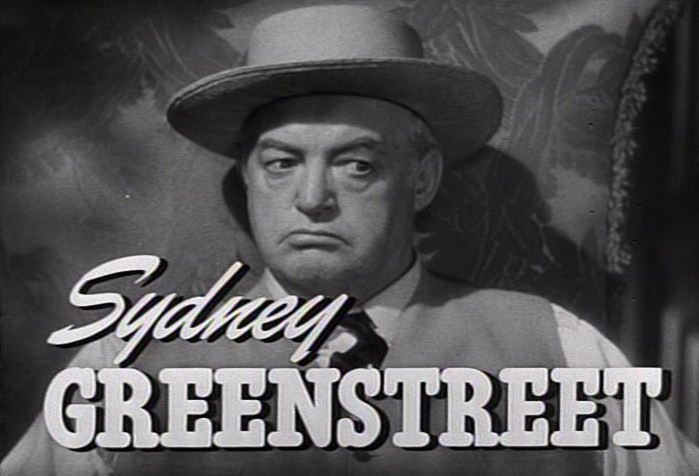